# Qutbiyya
Qutbiyya (chiamato anche Qutbismo) è una variante ideologica e politica dell'ideologia sunnita ispirata al pensiero e agli scritti di Sayyid Qutb, un militante egiziano dei Fratelli Musulmani, giustiziato nel 1966. 
La Qutbiyya è stata genericamente descritta come una sorta di "jihād offensivo", in grado di esplicare i suoi effetti nella società.
Secondo i suoi teorici, la Qutbiyya si propone i seguenti obiettivi:
- Adesione alla Sharīʿa, intesa come Legge Sacra destinata all'umanità, senza la quale l'Islam non potrebbe semplicemente  esistere
- Adesione alla Sharīʿa come perfetto stile di vita che apporta non solo giustizia ma completa libertà dalla servitù, oltre a portare la pace, la sicurezza personale, la serenità, scoperte scientifiche e altri benefici ancora
- Evitare il "male e la corruzione" dell'Occidente e del mondo non-islamico, incluso il socialismo e il nazionalismo.[1]
- Vigilanza verso le cospirazioni contro l'Islam dell'Occidente e dell'Ebraismo
- Duplice attacco per 1) predicare e convertire e 2) adozione del jihād per eliminare con la forza le "strutture" della Jāhiliyya[2]
- Importanza del jihād "offensivo" per eliminare la Jāhiliyya non solo dal mondo islamico ma da tutta la faccia della Terra.